# Preis-Leistungs-Verhältnis
Als Preis-Leistungs-Verhältnis wird in der Betriebswirtschaftslehre, der Vergabepraxis für öffentliche Aufträge und bei Verbrauchern die betriebswirtschaftliche Kennzahl für den Quotienten zwischen den Kosten (Preis) und einer klar definierten Leistung für Güter und Dienstleistungen bezeichnet. 

## Allgemeines
Je höher die Qualität einer Ware oder einer Dienstleistung (Produktqualität/Dienstleistungsqualität) ist, desto höher ist üblicherweise auch der Nutzen für den Konsumenten. Die Qualität allein gibt jedoch keine Auskunft darüber, ob sich der Erwerb des Produkts lohnt, da der Konsument hierfür auch einen Preis entrichten muss. Je höher dieser ausfällt, desto höher sind die Opportunitätskosten, wodurch es sich mehr lohnt, das Geld für alternative Konsummöglichkeiten auszugeben. Werden jedoch die Qualität und der Preis gleichzeitig betrachtet und in ein „Verhältnis“ gesetzt, so kann der Konsument beurteilen, ob das Produkt „zu teuer“, „angemessen“ oder „preiwert, günstig“ ist. Der Käufer sieht den Preis nicht isoliert, sondern trifft seine Kaufentscheidung typischerweise anhand einer den Angeboten der Konkurrenz relativierten Abwägung von Nutzen und Preis.

## Berechnung allgemein
Die Formel für das Preis-Leistungs-Verhältnis lautet:
{\displaystyle {\text{Preis-Leistungs-Verhältnis}}={\frac {\text{Entgelt}}{\text{Leistungsumfang}}}} oder
{\displaystyle {\text{Preis-Leistungs-Verhältnis}}={\frac {\text{Kosten}}{\text{Nutzwert}}}}.
Diese allgemeine Betrachtung genügt zumeist nicht, um verschiedene Angebote differenziert zu vergleichen. Vor allem bei komplexen Produkten wird der Nutzwert regelmäßig selbst zunächst als Kennzahl ermittelt und dann in der allgemeinen Formel dargestellt.

## Differenzierte Berechnung
Eine genauere Betrachtung des Preis-Leistungs-Verhältnisses gelingt mit Hilfe einer vorab durchgeführten Nutzwertanalyse von verschiedenen Leistungen. Das Ergebnis einer solchen Vorauswahl lässt sich dann in Form einer aussagefähigen Kennzahl zum Preis in ein Verhältnis setzen.
{\displaystyle {\text{Preis-Leistungs-Verhältnis}}={\frac {\text{Kosten}}{\text{Nutzwertkennzahl}}}}.
Eine solche Betrachtung liegt z. B. der Unterlage für Ausschreibung und Bewertung von IT-Leistungen (UfAB) in der erweiterten Richtwertmethode zur Vergabe von öffentlichen Aufträgen zugrunde. Dazu wird das Preis-Leistungs-Verhältnis ermittelt:
{\displaystyle {\text{Preis-Leistungs-Verhältnis}}={\frac {{\text{Bewertungspunkte}}\cdot {\text{Gewichtungspunkte}}}{\text{Preis}}}}.
Auch in der Werbewirtschaft wird das Preis-Leistungs-Verhältnis als Kosten pro Kontakt (TKP Tausend-Kontakt-Preis) angegeben. Es wird ausgesagt, welcher Betrag dafür gezahlt wird, um 1.000 Personen der Zielgruppe zu erreichen. Der TKP verdeutlicht somit das „Preis-Leistungs-Verhältnis“ in Bezug auf die Reichweite.
Im Bereich der Aktienwirtschaft drückt das Price-Earning to Growth-Ratio (PEG) eine Art Preis-Leistungs-Verhältnis für Wertpapiere aus. Er stellt das Kurs-Gewinn-Verhältnis (KGV) des Unternehmens in Relation zur prognostizierten langfristigen Wachstumsrate dar.
{\displaystyle {\text{Kurs-Gewinn-Wachstum}}={\frac {\text{Kurs-Gewinn-Verhältnis}}{\text{langfristige Wachstumsrate}}}}
Hier wird das Kurs-Gewinn-Verhältnis durch die langfristig prognostizierte Gewinn-Wachstumsrate (als „Growth“-Element) geteilt. Ein niedriger Quotient drückt hier attraktives Wachstumspotential der bewerteten Anteile aus und desto niedriger ist die jeweilige Aktie bewertet. Ein PEG im Bereich von 1,00 wird als faire Bewertung betrachtet. Das Kurs-Gewinn-Wachstum bietet eine längerfristigere Perspektive als das Kurs-Gewinn-Verhältnis.